# 大阪市電霞町玉造線
霞町玉造線（かすみちょうたまつくりせん）は、大阪市の霞町停留場 - 玉造停留場間を結んでいた大阪市電の軌道路線である。

## 路線概要
- 起点：霞町停留場
- 終点：玉造停留場
- 営業キロ：4.8km
- 軌間：1435mm
- 電化方式：直流600V

## 沿革
- 1918年（大正7年）6月15日：大阪市電の第四期線として、霞町停留場 - 阿倍野橋停留場間（1.0km）開業。
- 1920年（大正9年）8月12日：阿倍野橋停留場 - 東上町仮停留場間（2.7km）が延伸開業。
- 1921年（大正10年）7月6日：東上町仮停留場 - 玉造停車場前停留場間（1.1km）が延伸開業し、全線開業。東上町仮停留場廃止。
- 1926年（大正15年）
  - 8月7日：桃谷停車場前停留場を桃谷駅前停留場に、玉造停車場前停留場を玉造停留場に改称。
  - 12月18日：生野国分町停留場を国分町停留場に改称。
- 1930年（昭和5年）から1932年（昭和7年）の間：大道三丁目停留場（初代）を河堀神社前停留場（2代）に改称。[1]
- 1944年（昭和19年）6月1日：戦時体制下の終日急行運転実施のため、天王寺公園南口、南河堀町、河堀神社前、国分町、舟橋町、木野町（このちょう）の各停留場を廃止。
- 1945年（昭和20年）3月13日 - 7月1日：戦災のため、阿倍野橋停留場 - 玉造停留場間を休止。
- 1946年（昭和21年）9月1日：阿倍野橋停留場 - 玉造停留場間を運行再開。
- 1949年（昭和24年）
  - 3月20日：南河堀町停留場、国分町停留場が復活。
  - 9月1日：木野町停留場が真田山停留場に改称して復活。
  - 10月1日：天王寺公園南口停留場が復活。
- 1950年（昭和25年）1月20日：天王寺公園南口停留場が動物園前停留場に改称。
- 1954年（昭和29年）9月5日：舟橋町停留場が復活。
- 1958年（昭和33年）1月15日：桃谷駅前停留場を移設（+0.1km）。
- 1961年（昭和36年）11月1日：阿倍野橋停留場 - 玉造停留場間（3.8km）廃止。トロリーバスに転換。

市電としての営業運行はこの日付で廃止となったが、寺田町 - 下味原町間は今里車庫が受け持っていた大阪市電7系統の車両を送り込むための回送線として、同系統（大阪市電百済線区間）の廃止前日である1968年（昭和43年）9月30日まで6年11か月存続した。
- 1966年（昭和41年）4月1日：霞町停留場 - 阿倍野橋停留場間（1.0km）廃止。

## 駅一覧
| 停留場名       | キロ程 | 接続路線 |
| -------------- | ------ | --- |
| 霞町停留場     | 0.0    | 大阪市電：霞町線 阪堺電気軌道：阪堺線（南霞町停留場） |
| 動物園前停留場 | 0.3    | 大阪市営地下鉄：1号線 |
| 阿倍野橋停留場 | 1.0    | 大阪市電：天王寺阿倍野線 大阪市営地下鉄：1号線（天王寺駅） 日本国有鉄道：関西本線・城東線・阪和線（天王寺駅） 南海電気鉄道：天王寺支線・上町線（天王寺駅） 近畿日本鉄道：近鉄南大阪線（大阪阿部野橋駅） |
| 南河堀町停留場 | 1.3    | |
| 寺田町停留場   | 1.9    | 大阪市電：天王寺大道線、百済線 |
| 国分町停留場   | 2.2    | |
| 勝山通三丁目駅 | 2.5    | |
| 桃谷駅前停留場 | 3.0    | 日本国有鉄道：城東線（桃谷駅） |
| 細工谷町停留場 | 3.4    | |
| 下味原町停留場 | 3.8    | 大阪市電：上本町下味原町線、鶴橋線 |
| 舟橋町停留場   | 4.1    | |
| 真田山停留場   | 4.5    | |
| 玉造停留場     | 4.8    | 大阪市電：玉造線、玉造今里線、玉造森之宮線 日本国有鉄道：城東線 |

### 廃駅
- 河堀神社前停留場（南河堀町駅停留場 - 国分町停留場間。霞町起点1.6km）：1944年（昭和19年）6月1日廃止。
- 東上町駅（細工谷町停留場 - 下味原町停留場間。霞町起点3.7km）：1921年（大正10年）7月6日廃止。

## 系統
1系統・3系統・4系統・8系統・11系統が走っていた。